# Harkányi Ede
Harkányi Ede, született Hirschel Sámuel (Nagykanizsa, 1879. január 22. – Budapest, 1909. október 31.) magyar ügyvéd, szociográfus, író. 

## Élete
Harkányi Ede (1838–1904) magánzó, kereskedelmi tanácsos és Büchler Szidónia fia. A budapesti, majd a lipcsei egyetemen tanult, ahol doktori és ügyvédi oklevelet szerzett. Részt vett a Társadalomtudományi Társaság megalapításában Pikler Gyulával és Somló Bódoggal. A társaság és a Társadalomtudományok Szabadiskolájának titkára és tanára, a Szabadgondolkodás Magyarországi Egyesületének alelnöke volt. A Martinovics-páholy tagja volt.
Házastársa Weiser Gabriella (1885–?), Weiser József gyáros és Löwenstein Hermina lánya, akivel 1906. szeptember 4-én Nagykanizsán kötött házasságot.

## Főbb művei
- A holnap férfiai (tanulmány, Budapest, 1904)
- A holnap asszonyai (tanulmány, Budapest, 1905)
- A gondolkodás délibábjai (Budapest, 1906)
- A nőfelszabadítás eszközeiről (Budapest, 1906)
- Babonák ellen: kísérlet az erkölcsi világ gazdasági alapjainak meghatározására (Budapest, 1907)
- Az úgynevezett „reform-országgyűlés” (Huszadik Század, 1908)
- Tudomány és katholicizmus (Budapest, 1909)